# تورج، استونی
تورج، استونی (به لاتین: Türje, Estonia) یک روستا در استونی است که در دهستان تامسالو واقع شده‌است.